# Dynasty Helsinki
Dynasty Helsinki, tidigare Dynasty Recordings, är ett finländskt oberoende skivbolag samt en inspelningsstudio med säte i Helsingfors. Företaget grundades 2005 av The Rasmus-medlemmarna Lauri Ylönen och Pauli Rantasalmi, Kwan-gitarristen Antti Eräkangas samt Antti Eriksson.

## Historia

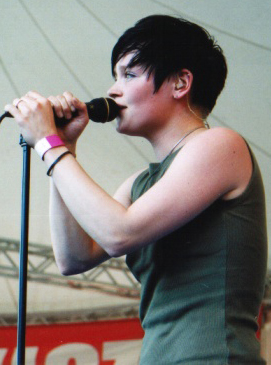
Killers frontfigur Siiri Nordin. Killer splittrades 2005.

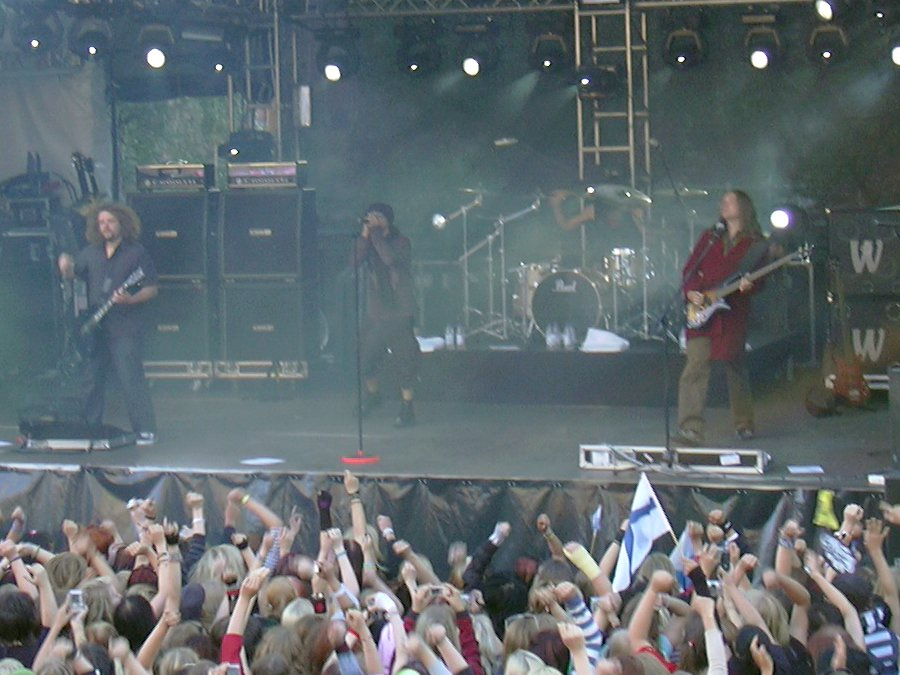
The Rasmus 2006.

### Föreningen Dynasty
Dynasty var ursprungligen en förening bildad 1999 av medlemmar från de tre grupperna The Rasmus, Kwan och Killer för att visa vänskap sinsemellan. Flera av medlemmarna, däribland Lauri Ylönen och Pauli Rantasalmi från The Rasmus, bar tatueringar och/eller Dynasty-logotypen på sina instrument. De tre banden samarbetade mycket inom musiken. Ylönen och Rantasalmi var managers och producenter åt Killer medan Kwans album producerades av Rantasalmi och Antti Eräkangas. Vidare har Aki Hakala varit trummis under korta perioder i både Killer och Kwan innan han blev officiell medlem i The Rasmus, och syns även i videon till Kwan-låten "Padom".
Namnet Dynasty gavs också till Kwans debutalbum från 2001. Under 2005 splittrades Killer och därifrån gick bandets medlemmar skilda vägar. Sångerskan Siiri Nordin påbörjade en solokarriär medan Timo Huhtala och Teijo Jämsä startade ett nytt band vid namn Killer Aspect.

#### Samarbeten mellan de tre grupperna
| År   | Låt                         | Medverkande                            | Utgivning                                    |
| ---- | --------------------------- | -------------------------------------- | -------------------------------------------- |
| 2001 | "U&I"                       | Kwan med Siiri Nordin                  | Kwans album Dynasty                          |
| 2002 | "All I Want"                | Killer med Lauri Ylönen                | B-sida på Killers singel "Fire"              |
| 2002 | "Chillin' at the Grotto"    | Kwan med Lauri Ylönen och Siiri Nordin | Singel samt Kwans album The Die Is Cast      |
| 2003 | "In the Shadows" (Revamped) | The Rasmus med Siiri Nordin            | B-sida på The Rasmus singel "In the Shadows" |

### Skivbolaget och inspelningsstudion grundas
I oktober 2005 invigdes skivbolaget och inspelningsstudion Dynasty Recordings i Helsingfors, grundad av Rantasalmi, Ylönen och Eräkangas tillsammans med Antti Eriksson. Till en början var Kwan den enda signerade gruppen men snart följde fler nationella artister som Von Hertzen Brothers, Belle Who och Iconcrash. I oktober 2008 genomförde The Rasmus, Von Hertzen Brothers och Mariko en kort gemensam turné i Finland, kallad Dynasty Tour 2008.
Under den senare delen av 2008 komponerade Ylönen soundtracket till den finska filmen Blackout. Albumet gavs ut genom Dynasty Recordings den 17 december samma år. Belle Who debuterade samtidigt med låten "Tide" och i maj 2009 kom även hennes första album Can't Whistle When You Smile. Ylönen släppte sitt debutsoloalbum genom skivbolaget i mars 2011, betitlat New World.

## Artister hos Dynasty Helsinki
| - Mariko, från Kwan (sedan 2008) - Iconcrash (sedan 2009) - Lauri, från The Rasmus (sedan 2010) - Frederic's Fault - Tyyne Raunio - Ota yhteyttä | - Kwan (ankom 2005) - Von Hertzen Brothers (ankom 2006) - Happiness (ankom 2006) - Belle Who (ankom 2008) |

## Diskografi
| År   | Katalognummer | Artist            | Album                        |
| ---- | ------------- | ----------------- | ---------------------------- |
| 2008 | DYNASTYCD 1   | Mariko            | Fabulous Tonight             |
| 2008 | DYNASTYCD 3   | Blandade artister | Blackout Soundtrack          |
| 2009 | DYNASTYCD 2   | Belle Who         | Can't Whistle When You Smile |
| 2009 | DYNASTYCD 4   | Iconcrash         | Enochian Devices             |
| 2011 | DYNASTYCD 7   | Lauri             | New World                    |